# 龔聞道
龔聞道（？—？），原名聞大道，字信夫，號玄圃，直隸蘇州府常熟縣民籍太倉州人，明朝政治人物。

## 生平
萬曆七年（1579年）己卯科應天府鄉試第二十六名，萬曆十一年（1583年）癸未科會試第二十六名，登三甲第二百零七名進士。吏部觀政，次年授浙江東陽縣知縣，卒于官。

## 家族
曾祖龔輦；祖父龔深；父龔志重。母聞氏。